# Ranularia pyrum
Ranularia pyrum is een slakkensoort uit de familie Cymatiidae. De wetenschappelijke naam werd gepubliceerd in 1758 door Carl Linnaeus in de tiende editie van Systema naturae.